# مقبرة 56
المقبرة رقم 56 والمعروفة علمياً بالرمز KV56 هي مقبرة مصرية قديمة تقع في وادي الملوك في مصر، معروفة باسم «مقبرة الذهب»، اكتشفها عالم المصريات إدوارد أيرتون في يناير 1908. احتوت على ما يُظن أنه جثة كاملة لطفل ملكي من أواخر الأسرة التاسعة عشرة. المدفن والتابوت كانا قد تحللا تم تغطية الشكل بـطبقة سمكها 1 سم من صفائح الذهب والجص حول الموقع الأصلي. كما عثر على زوج من القفازات الفضية الصغيرة وزوج من الأساور الفضية مكتوب عليها أسماء ستيي الثاني وتوسرت، ومجموعة أقراط ذهبية تحمل اسم سيتي الثاني. غير معروف لمن تنتمي هذه المقبرة.

## روابط خارجية
- مشروع رسم خرائط طيبة: KV56 - يتضمن خرائط تفصيلية لمعظم المقابر.